# Arteria principal del pulgar
La arteria principal del pulgar es una arteria del dedo pulgar que se origina en la arteria radial.

## Trayecto
Nace de la arteria radial cuando ésta gira medialmente hacia la parte profunda de la mano; desciende entre el primer músculo interóseo dorsal y la cabeza oblicua del músculo aductor del pulgar, a lo largo de la cara medial del primer hueso metacarpiano hasta la base de la falange proximal, donde discurre bajo el tendón del músculo flexor largo del pulgar y se divide en dos ramas (ramas colaterales, para el dedo pulgar).

## Ramas
Las ramas hacen su aparición entre las inserciones medial y lateral del músculo aductor del pulgar, y discurren a lo largo de ambas caras del pulgar, formando un arco en la superficie palmar de la falange distal, desde el cual se distribuyen ramas hacia el integumento y el tejido subcutáneo del pulgar.

## Distribución
Se distribuye hacia los lados y la cara palmar del dedo pulgar.

## Imágenes adicionales
|                                                                                             |
| Arterias radial y ulnar. La arteria principal del pulgar es visible abajo y a la izquierda. |

|                                          |
| Arterias radial y ulnar. Vista profunda. |